# Nymphidium lisimon
Nymphidium lisimon är en fjärilsart som beskrevs av Stoll 1791. Nymphidium lisimon ingår i släktet Nymphidium och familjen Riodinidae. Inga underarter finns listade i Catalogue of Life.

## Bildgalleri

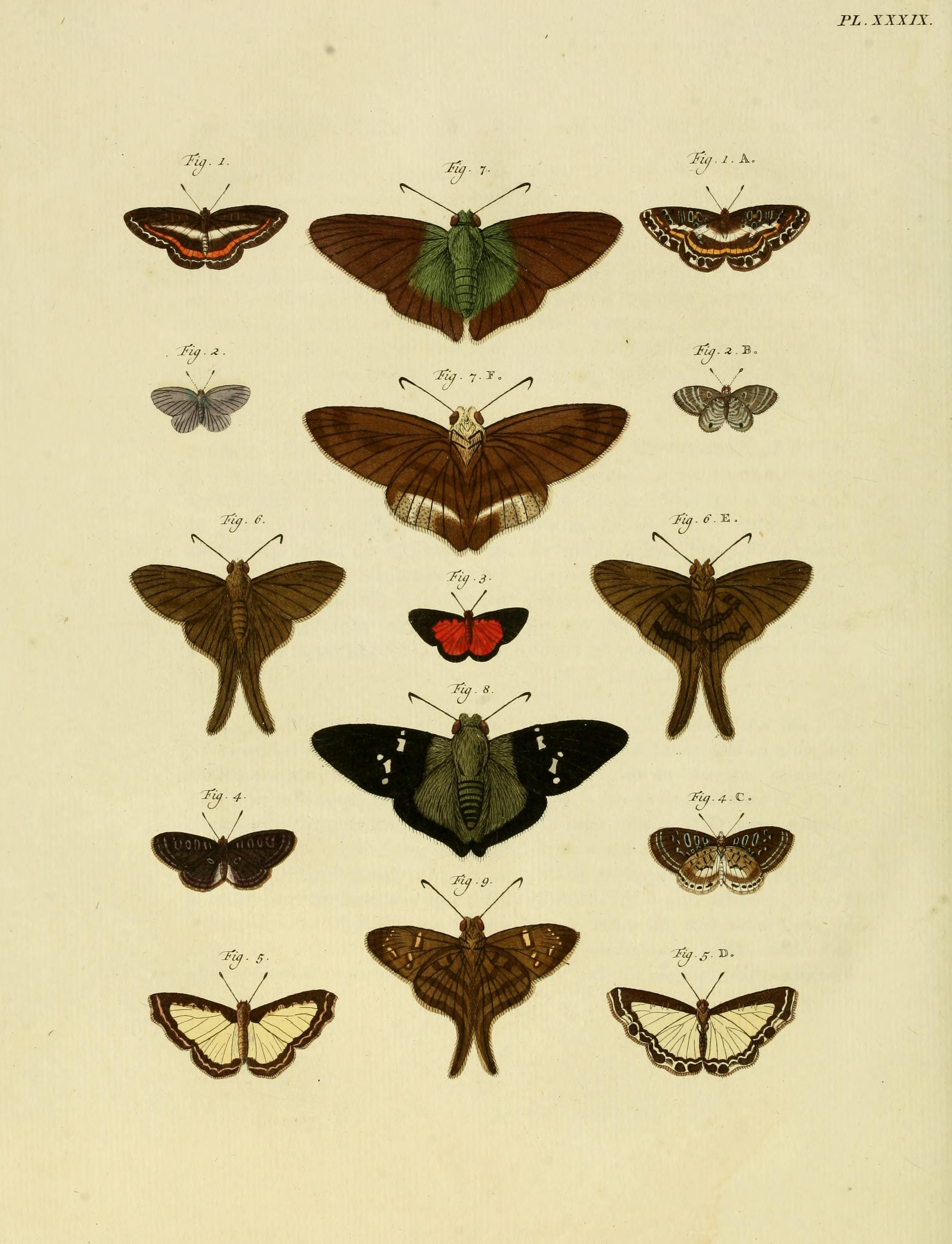